# Kočo Racin
Kočo Racin (tudi Kosta Racin; mak. Koста Апостолов Солев Рацин) makedonski pesnik, * 22. december 1908, Veles, Makedonija, † 13. junij 1943, Lopušnik pri Kičevu, Makedonija.
Njegova pesniška zbirka Beli mugri (slov. Bele zore), izdana leta 1939 v Zagrebu, velja za prvo sodobno makedonsko knjigo v kraljevini Jugoslaviji, Racin pa za utemeljitelja sodobne makedonske književnosti.